# Cénac
Cénac  egy francia település Gironde megyében az Aquitania régióban. Lakosainak száma 2151 fő (2022. január 1.).

## Adminisztráció
Polgármesterek:
- 2001–2014 Simone Ferrer
- 2014–2020 Catherine Veyssy

## Demográfia
| Lakosok száma | 703  | 1474 | 1700 | 1842 | 1810 | 1808 | 1907 | 2082 | 2118 | 2151 |
|               | 1968 | 1982 | 1990 | 2006 | 2013 | 2015 | 2017 | 2019 | 2020 | 2022 |